# Fredericia Social-Demokrat
Fredericia Social-Demokrat, grundlagt 1898, var et dansk dagblad, der blev udgivet frem til 1971.
Redaktør var fra grundlæggelsen til 1925 skomager og forretningsfører Hans Honoré, fra 1925-39 fhv. typograf Richard H. Jørgensen, 1939-41 fhv. borgmester og typograf Ingvard Arent, 1941-45 journalist Jørgen U. Christiansen, 1945-60 Hans Jensen (tidligere journalist ved. Sydsjællands Social-Demokrat) og 1960-71 journalist Eigil Arent. Avisen var fra 1908 ejet og blev udgivet af A-pressen 

## Historie
Som delavis i et af A-pressens stærkere led, vandt Fredericia Social-Demokrat indpas i jernbanebyen og blev gradvis en vigtig faktor i den lokale politik, hvor socialdemokratiet slog stærkt igennem. I mellemkrigsårene led avisen, ligesom den øvrige A-presse, et alvorlig afbræk, der ikke kunne genoprettes på trods af indkomst fra annonceringer. Kvag nedlægningen af hjælpetrykkeriet i 1951 blev avisen endnu engang svækket og på trods af en vis vækst i 1960'erne, blev avisen lukket sammen med A-pressens øvrige aflæggere i 1971. 

## Navnevarianter
- Fredericia Social-Demokrat (1898-1948)
- Frit Folk, Fredericia (1848-1963)
- Jysk Aktuelt, Fredericia (1963-1968)
- Aktuelt, Fredericia-Kolding (1968-1971)